# Яфаровська сільська рада
Яфаровська сільська рада (рос. Яфаровский сельский совет) — сільське поселення у складі Александровського району Оренбурзької області Росії.
Адміністративний центр — село Яфарово.

## Населення
Населення — 507 осіб (2019; 661 в 2010, 808 у 2002).

## Склад
До складу сільської ради входять:
| Населений пункт        | Населення, осіб (2002) | Населення, осіб (2010) |
| ---------------------- | ---------------------- | ---------------------- |
| Комсомольський, селище | 200                    | 152                    |
| Яфарово, село          | 608                    | 509                    |